# Черниговский, Никифор Романович
Никифор Романович Черниговский — польский дворянин, русский землепроходец.
Участвовал на стороне Речи Посполитой в Смоленской войне, в ходе которой попал в русский плен. В 1633 году он бежал в Вологду. У него было право на освобождение в результате прекращения Польшей войны с Россией и подписания мирного договора.  3 июля 1636 г. он был арестован при попытке вернуться в Польшу и через год сослан вместе с женой в Енисейск. Из Енисейска он был направлен в Илимск. В 1650 году Никифор служил на Чечуйском волоке (будущий Чечуйский острог), где был назначен казенным прикащиком деревень. В 1652 году переведён в Усть-Кутский острог, где был приказным в солеварне.
Поднял мятеж, в ходе которого на Лене в устье реки Киренги убил илимского воеводу Лаврентия Обухова, изнасиловавшего его жену или сестру. В 1665 году с отрядом из 84 казаков бежал в Приамурье, где возродил Албазин, а потом поставил там несколько русских селений и к тому же с местных аборигенов собрал богатый ясак. Приговоренный заочно к смертной казни, Никифор Черниговский был прощен и в 1672 году назначен приказчиком Албазина. В 1675 г. по просьбе даурского населения ходил в поход по реке Ган (Гянь-хэ (Цзянь-хэ), правый приток реки Аргунь), для того чтобы помочь возвращению на Амур населения, насильственно уведенного оттуда маньчжурами. В конце 1670-х гг. Никифор побывал в Москве, где его за прежнюю службу в 1680 г. определили в Красноярск в «дети боярские».

## В художественной литературе
Никифор  и его сын Фёдор упоминаются в историческом романе  Василия Страдымова «Казачий крест». 